# Fraxinus profunda
Fraxinus profunda är en syrenväxtart som först beskrevs av Benjamin Franklin Bush, och fick sitt nu gällande namn av Benjamin Franklin Bush. Fraxinus profunda ingår i släktet askar, och familjen syrenväxter. Inga underarter finns listade i Catalogue of Life.

## Bildgalleri

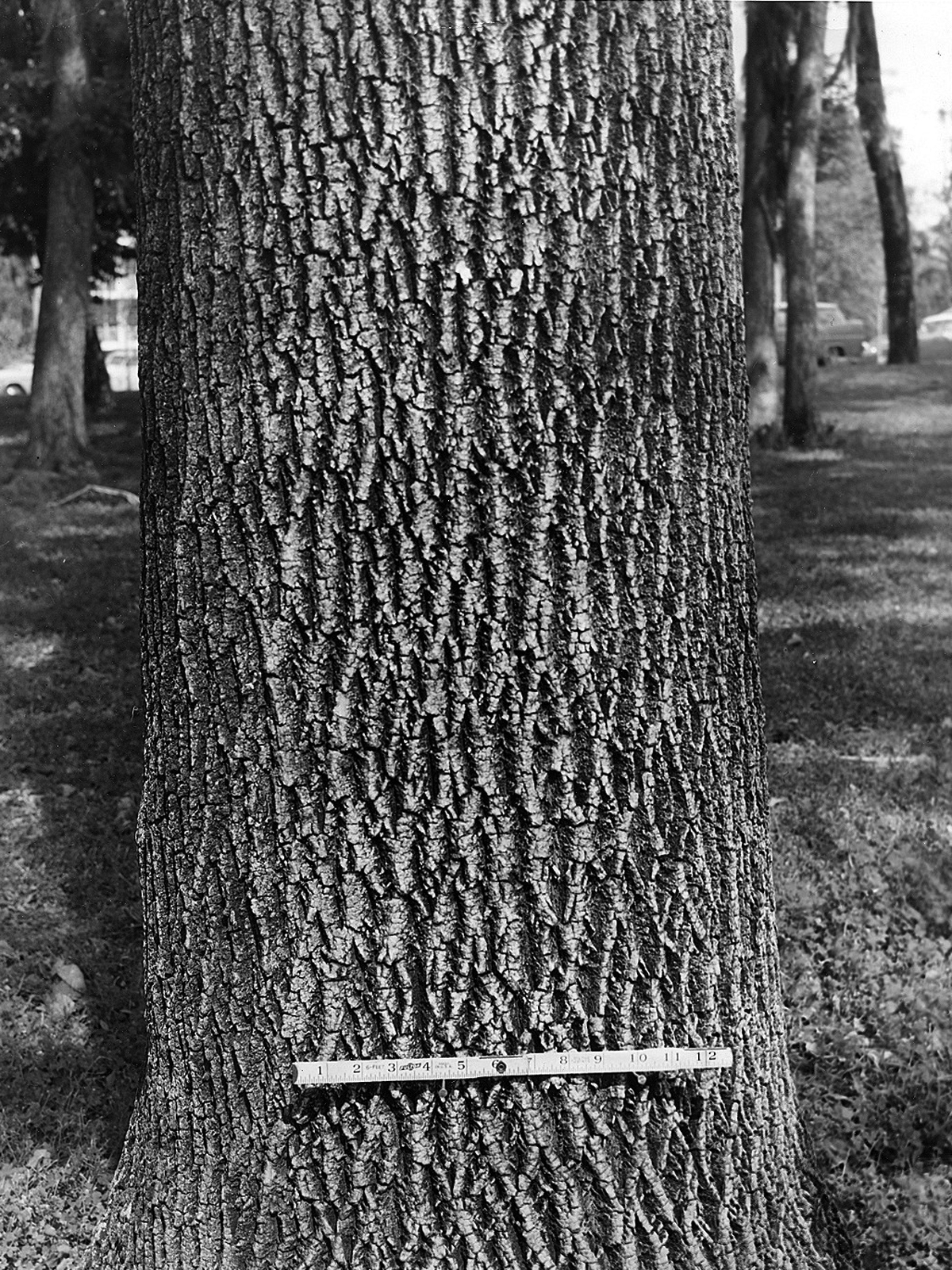